# 84. pehotni polk (Italija)
84. pehotni polk Venezia (izvirno italijansko 84º Reggimento fanteria) je bil pehotni polk (Kraljeve) Italijanske kopenske vojske.

## Zgodovina
Med prvo svetovno vojno je bil polk aktiven na soški fronti ter med drugo svetovno vojno je bil nastanjen v Grčiji in v Jugoslaviji.